# Acmaea apicina
Acmaea apicina är en snäckart som beskrevs av Dall 1879. Acmaea apicina ingår i släktet Acmaea och familjen Acmaeidae. Inga underarter finns listade i Catalogue of Life.